# River Axe (Bristolkanal)
Der River Axe ist ein Fluss in South West England. Er entspringt in den Wookey Hole Caves in den Mendip Hills in Somerset. Das Oberflächenwasser dringt durch Karst-Strukturen in den Boden ein und tritt in den Höhlen schon in starkem Fluss zu Tage. Der Fluss ist relativ kurz, war jedoch schiffbar und wurde bis 1915 auch für die Handelsschifffahrt genutzt.

## Geographie
Der Fluss entsteht aus Wasser, das durch Spalten und Dolinen (Swallets) in den Kalkstein-Formationen der Mendip Hills sickert und wenig über Meereshöhe in den Wookey Hole Caves wieder austritt. Aus einem weitverzweigten unterirdischen Höhlensystem sammeln sich die Wasser in mehreren Kammern, von wo sie zur Karstquelle fließen. Auf dem Weg dorthin passieren sie allerdings noch zwei Siphons (Sumps) mit 40 m (130 ft), respektive 30 m (98 ft) Länge. 
Die Quelle ist die zweitgrößte Karstquelle in den Mendips, mit einem geschätzten Einzugsgebiet von  46,2 km² und einer durchschnittlichen Schüttung von 789 l (174 imp gal) per second. Ein Teil des Wassers hat auch einen allogenen Ursprung, das heißt, es stammt aus nicht-kalkhaltigen Schichten und hatte sich bereits in kleinen Flüssen gesammelt, bevor es in die Kalksteinschichten eindrang. Der Grundwasserleiter liegt an der Grenzschicht von Black Rock und Limestone (Kalkstein). Eine bekannte Versickerungsstelle ist die Plantation swallet bei St Cuthbert’s lead works zwischen Hunter’s Lodge Inn und  den Priddy Pools. Weitere Höhlensysteme, die mit den Wookey Hole Caves in Verbindung stehen sind Swildon’s Hole, Eastwater Cavern und St Cuthbert’s Swallet, rund um Priddy. 95 % der Wassermassen sind jedoch durch den Kalkstein gesickert.
Der Fluss selbst verläuft zunächst in einem tief eingeschnittenen V-förmigen Tal nach Süden, wendet sich aber nach etwa zwei Kilometern nach Westen. Bei Wookey teilt sich der Fluss in zwei Kanäle. Der Lower River Axe verläuft südlich und westlich des Dorfes in Richtung Henton und weiter nach Panborough Moor, wo er eine ganze Reihe von Rhynes und Entwässerungskanälen aufnimmt; dann wendet er sich nach Norden entlang des westlichsten Zipfels von Knowle Moor. Der eigentliche River Axe verläuft etwas gerader nach Westen durch das Moor. Die beiden Flussarme vereinigen sich wieder am Übergang von Knowle und Panborough Moor. Dort fließt der Fluss in etwa 2 km Entfernung südlich von Cheddar vorbei. Er passiert Wedmore Moor und Oxmoor, Stoke Moor und Monk Moor, durchquert dann das Dorf Lower Weare und von dort südlich nach Loxton. Dann wendet er sich nochmals nach Norden, fließt an Uphill Cliff und Brean Down vorbei und erreicht die Küste in der Weston Bay. Der Fluss bildet die Nordgrenze des Countys. Er hat eine Länge von ungefähr 28 km.

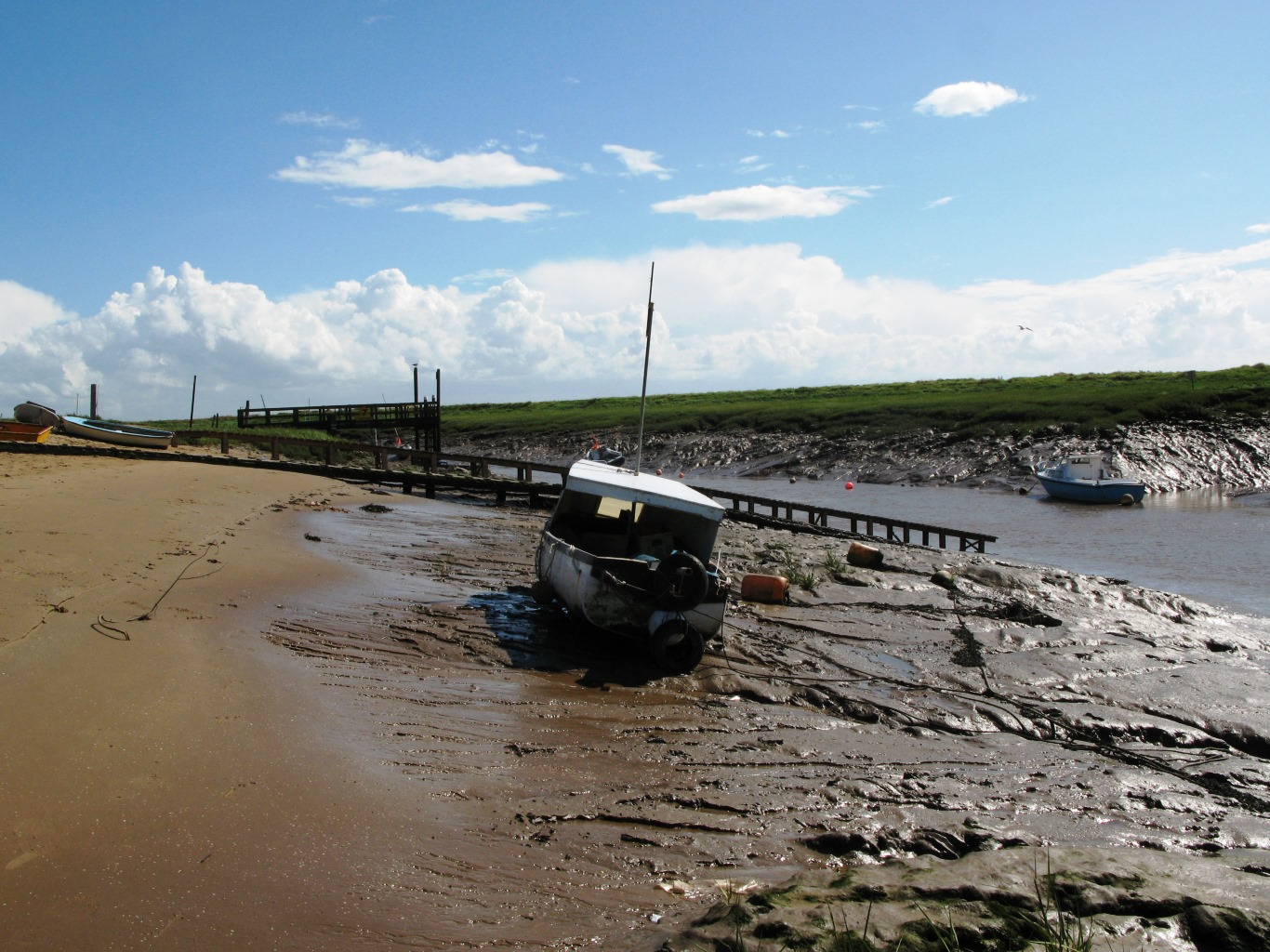
Das Ästuar bei Uphill.

Zu den zahlreichen Zuflüssen des Axe gehören drei Gewässer mit der Bezeichnung „Yeo“: Cheddar Yeo, Mark Yeo und Lox Yeo.

## Geschichte
Der Name geht auf ein Wort aus dem Common Brittonic – der gemeinsamen Ausgangssprache der britannischen Sprachen – zurück, mit der Bedeutung „reich an Fisch“, das auch bei anderen Flüssen wie dem River Axe in Lyme Bay, dem Exe, dem Esk, Usk und bei weiteren Varianten zugrunde liegt. Der Name ist verwandt mit pysg, dem walisischen Wort für „Fisch“.
Der Unterlauf des Axe wurde für die Schifffahrt genutzt. Es gab Häfen zwischen Uphill bis zur Siedlung Weare. Gegenwärtig bilden die Schleusentore bei Bleadon und Brean Cross die Gezeitengrenze.
Im Mittelalter war Rackley ein Ausgangshafen für den Überseehandel. Heute befindet sich das Dorf nördlich des Flusses, nachdem der Flusslauf sich verändert hat. Rackley ist nur noch eine Farm unterhalb von Crook Peak westlich von Axbridge, wo es früher auch Werften gegeben hat. Noch im 14. Jahrhundert segelte ein französisches Schiff den Fluss hinauf und 1388 exportierte Thomas Tanner aus Wells von Rackley aus Leinen und Getreide nach Portugal und bekam dafür Eisen und Speisesalz. Später wurde Schiefer importiert Bleadon war ein kleiner Hafen, der auch als Lympsham Wharf bekannt war. Bis zum Bau der Eisenbahn 1841 war dies der äußerste schiffbare Ort. Zuletzt legte dort die Ketsch Democrat 1942 an.
Elf Wassermühlen wurden durch den Fluss angetrieben, von denen heute nur noch eine einzige bei Burcott übrig geblieben ist.